# Morris Fischer
Morris Fischer is een personage uit de Nederlandse soapserie Goede tijden, slechte tijden, dat zijn intrede deed in seizoen 9 (1998-1999). Hij is de biologische zoon van Barbara Fischer en David Thornton.

## Casting
Na het vertrek van Dian Alberts en het aanstaande vertrek van Kim Verduyn werd er voor Jef Alberts een nieuw gezin in de serie geschreven, die zouden dienen als zijn nieuwe vrouw en zijn twee stiefkinderen. Morris werd samen met zijn moeder Barbara Fischer en zusje Charlie Fischer in de serie geschreven. Patrick Martens werd na audities gecast in de vaste rol van Morris. Op 13 mei 1999 was Martens voor het eerst te zien, maar verliet de serie na tien maanden alweer. De makers wilden van Morris het eerste homoseksuele hoofdpersonage maken, maar dit werd door zijn vertrek en gebrek aan tijd niet doorgezet. Het zou dan nog negen jaar duren voordat Lucas Sanders de eerste homoseksuele hoofdrolspeler wordt. 
Martens kon niet dealen met zijn rol die onverwachts homoseksueel/biseksueel werd, aangezien Martens zelf toentertijd ook met zijn gevoelens worstelde. Martens maakte na zijn vertrek nog twee korte comebacks in oktober/november 2000 en april/mei 2001. Echter was de rol nog niet uitgespeeld en door de verhaallijn van Charlie aan te passen, omdat zij niet Barbara's biologische dochter was werd er ook weer ruimte gecreëerd voor Morris. In maart 2003 werd Geert Hoes gecast als Morris en maakte hij samen met een aantal andere acteurs zijn intrede. Morris had opeens een ander insteek, hij was opeens rebels, vrouwenverslinder en opeens het jongere broertje. In oktober 2004 werd Hoes ontslagen, omdat hij zonder overleg een rol had aangenomen in de serie Costa!. Doordat de verhaallijnen van Morris al voor een paar maanden vast stonden en Hoes onverwachts de set verliet, werd de rol overgenomen door Joris Putman. Putman's versie van Morris werd later weer een kopie van de originele Morris en kwam uiteindelijk ook 'uit de kast' als biseksueel. Putman verliet in februari 2007 de serie om zich te focussen op andere projecten. In 2010 maakte hij een korte comeback om zijn soapmoeder een reden te geven om de serie te verlaten.

### Acteurgeschiedenis
Patrick Martens
Contract: 13 mei 1999 - 17 maart 2000
Terugkomende gastrol: 23 oktober 2000 - 9 november 2000
Terugkomende gastrol: 26 april 2001 - 25 mei 2001
Geert Hoes
Contract: 11 maart 2003 - 22 oktober 2004
Joris Putman
Contract: 25 oktober 2004 - 15 februari 2007
Terugkomende gastrol: 1 maart 2010 - 16 april 2010

## Verhaallijn
Morris is enige tijd als uitwisselingsstudent naar Zuid-Afrika geweest. Daar had hij een relatie met ene Madeleine, die hem een lening verstrekte. Terug in Meerdijk moet hij geld verdienen om de lening af te betalen en gaat hij werken in Hotel de Rozenboom. Later gaat hij werken bij Alberts&Alberts, het reclamebureau van Jef en Robert, waarna hij zijn eigen reclamebureau opricht onder de naam MoFi. In deze tijd twijfelt Morris nog enige tijd aan zijn geaardheid, hij zoent eenmalig met een jongen genaamd Alex maar beseft dat hij vooral op vrouwen valt. Toch is hij later nog verliefd op Stefano Sanders, maar hierop onderneemt hij geen verdere actie.
In een poging voldoende geld te krijgen voor het oprichten van MoFi sluit Morris een lening af bij Nick Sanders. Het contract hiervoor blijkt echter een wurgcontract. Weer later gaat Morris werken voor Ludo Sanders, waarmee hij forse meningsverschillen heeft. Morris onderhoudt namelijk een langdurige relatie met Ludo's dochter Nina Sanders. Ludo is het echter niet eens met de relatie en doet verscheidene pogingen de twee uiteen te drijven.
Op Morris' verjaardagsfeest krijgen hij en zijn gasten zonder het te weten spacecake voorgeschoteld. Morris beraamt samen met Sjors, Nick, Bing en Robert een plan om Ludo te vermoorden. Uiteindelijk is het Morris die de nepkogels van het geplande "moordspel" verwisselt voor echte. Na een lang proces waarin Ludo erachter komt dat Morris dit gedaan heeft en Morris langzaamaan gek laat worden (onder meer met hulp van Morris' psychiater), bekent hij het verwisselen van de kogels. Kort daarvoor is hij zelf nog per ongeluk neergeschoten door Nina (al heeft hij zelf de trekker overgehaald), waarna hij in het ziekenhuis belandt. Van daaruit hoort hij van het vonnis: 6 jaar gevangenisstraf plus tbs. Daarmee komt tijdelijk een einde aan het personage Morris Fischer in de serie.
Op 1 maart 2010 kwam Morris terug na drie jaar te zijn weggeweest. Morris gaat naar Barbara en ziet haar afscheidsbrief. Hij ziet 'Het Spectrum' en leest een artikel over een nieuwe fietsbrug. Morris rent naar de brug en redt Barbara nog net van de dood, als zij op het randje van de brug staat en naar beneden wil springen. Morris weet zijn moeder ervan te weerhouden om te springen. Dan besluit Morris om samen met zijn moeder een nieuwe start te maken op Curaçao.